# Фирсанов, Сергей Николаевич
Сергей Николаевич Фирсанов (род. 3 июля 1982, Великие Луки, Псковская область) — российский шоссейный велогонщик. Один из лучших российских горных гонщиков. Умение хорошо ездить в горах принесло Сергею большую часть побед в карьере. Также отличается отличными навыками индивидуального хода, которые позволили ему выступить за сборную России на чемпионате мира 2012 года.

## Выступления
2001
9-й Tour du Jura
2005
1-й  Giro della Toscana
2006
1-й Этап 6 (ITT) Baltyk-Karkonosze-Tour
2-й Тур Болгарии
1-й Этап 5a
3-й Szlakiem walk mjr. Hubala
2007
1-й Мемориал Олега Дьяченко
2-й Пять колец Москвы
3-й Coupe des Carpathes
2008
1-й  Путь к Пекину
1-й Этапы 2, 3(ITT) и 7
2-й Ringerike Grand Prix
1-й Этап 2
3-й Тур Словакии
1-й Этап 4а(ITT)
3-й Les 3 Jours de Vaucluse
3-й Тур Малой Польши
2009
1-й  Les Boucles de l’Artois
1-й Этап 1
1-й  Ringerike Grand Prix
1-й Этап 2
1-й Дружба народов Северного Кавказа
2-й Дуо Норман
5-й Rhône-Alpes Isère Tour
5-й Гран-при Москвы
5-й Гран-при Ругаланна
7-й Tønsberg 4-dagers
1-й Этап 4(ITT)
2010
1-й  Дружба народов Северного Кавказа
1-й Этапы 4 и 5(ITT)
1-й  Пять колец Москвы
1-й Этап 1
2-й Ringerike Grand Prix
3-й Rhône-Alpes Isère Tour
4-й Westrozebeke
6-й Мемориал Олега Дьяченко
7-й Тур Дании
7-й Chrono Champenois
10-й Гран-при Москвы
2011
1-й  Дружба народов Северного Кавказа
1-й Этапы 1(ITT), 5, 6, 7(ITT) и 12
1-й  Пять колец Москвы
1-й Этап 1
2-й Гран-при Адыгеи
1-й Этап 3
5-й Тур Словакии
5-й Кубок мэра
6-й Неделя Ломбардии
7-й Тур Сербии
9-й Гран-при Донецка
2012
1-й  Вуэльта Мадрида
1-й Этап 2
2-й Гран-при Адыгеи
1-й Этап 1(ITT)
3-й Эшборн — Франкфурт
6-й Гран-при Индустрия и Артиджанато ди Ларчано
2013
5-й Неделя Ломбардии
10-й Вуэльта Кастилии и Леона
10-й Три варезенские долины
2014
1-й  Тур Кавказа
1-й Этап 4
3-й Гран-при Адыгеи
7-й Международная неделя Коппи и Бартали
2015
1-й Большой приз мэра Сочи
1-й  Гран-при Адыгеи
1-й Этап 2
3-й Три варезенские долины
5-й Тур Хорватии
5-й Тур Азербайджана
1-й Этап 5
2016
1-й  Международная неделя Коппи и Бартали
1-й Горная классификация
1-й Этап 2
1-й Джиро дель Аппеннино
4-й Джиро дель Трентино
2018
9-й GP Plumelec-Morbihan
10-й Boucles de l'Aulne

## Статистика выступлений

### Гранд-туры
| Гонка          | 2016 | 2017 |
| -------------- | ---- | ---- |
| Джиро д'Италия | 30   | 96   |
| Тур де Франс   | —    | —    |
| Вуэльта        | —    | —    |